# ماجراهای هرکول
ماجراهای هرکول (ایتالیایی: Le avventure dell'incredibile Ercole) فیلمی در ژانر فانتزی و اکشن به کارگردانی لوئیجی کوتسی است که در سال ۱۹۸۵ منتشر شد. این فیلم دنباله‌ای برای هرکول بود.

## بازیگران
- لو فریگنو در نقش هرکول
- میلی کارلوچی در نقش اورانیا
- ویلیام برگر در نقش مینوس
- فردیناندو پوجی در نقش پوزئیدون
- ماریا رزاریا اوماجو در نقش هرا
- مارگیت اولین نیوتن در نقش آفرودیته
- راف بالتاساره در نقش آترئوس
- کلاودیو کاسینلی در نقش زئوس
- سرنا گراندی در نقش اوریال
- سونیا ویویانی
- ونانتینو ونانتینی
- اوا رابینز
- پاملا پراتی
- آلساندرا کاناله
- سیندی لدبتر